# Muhammad ibn Mahmud al-Amuli
Muhammad ibn Mahmud al-Amuli (1300 — 1352) foi um médico medieval persa da província de Mazandaran, no Irã. Ele escreve um comentário no resumo O Cânone da Medicina de Avicena que foi feito por Yusuf al-Ilaqi. Entre 1335 e 1342 Amuli também escreveu uma enciclopédia amplamente conhecida de classificação do conhecimento intitulada (Nafa'is al-funun fi ‘ara'is al-‘uyun (Os tesouros da ciência) que contém a descrição de cinco variantes do xadrez.